# Оронсей
О́ронсей (англ. Oronsay, гэльск. Orasaigh) — небольшой остров в архипелаге Внутренних Гебридских островов, на западе Шотландии. Административно входит в состав округа Аргайл-энд-Бьют. 

## География
Расположен практически вплотную к острову Колонсей, между которыми находятся ватты, то есть участки, покрывающиеся водой только во время прилива. Через них проложена дорога.

## История

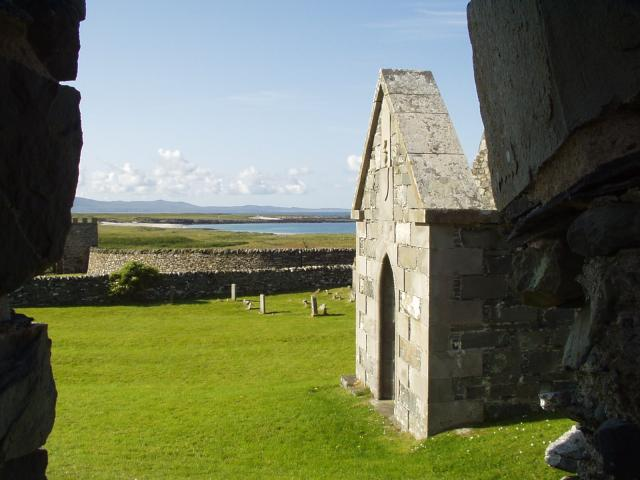
Руины августинского монастыря

Под одной из версий, Оронсей был назван в честь св. Орана — ирландского монаха, основавшего в 563 году на острове монастырь. По другой, название произошло от др.-сканд. Örfirisey — приливный остров.
На протяжении веков островами Колонсей и Оронсей владел клан Макфи, соратники Роберта Брюса в битве при Бэннокберне.
Достопримечательности острова — руины августинского монастыря, построенного в середине XIV в., вероятно, на месте обители св. Орана, и древний каменный крест, украшенный резным кельтским орнаментом.
На острове регулярно проводятся археологические раскопки.